# Ephorosz (történetíró)
Ephorosz (i. e. 4. század) görög történetíró. Az Kis-Ázsiai Küméből származott.
Iszokratész tanítványának tartották.

## Történetírói munkássága
Harminc könyvre osztott történeti munkáját (Hisztoriai koinón prazeón) a világtörténeti koncepció avatja érdekessé; ez az első görög egyetemes történelem. Időben a mitikus ősöktől (dór vándorlás) Philipposz koráig terjed, térben a görögökkel érintkezésbe került barbárok történetére is kiterjeszkedik.
Érdeklődésének középpontjában azonban az általa következetesen egységesnek kezelt görög világ állt. Pánhellenizmusa azonban nem politikai indíttatású, a görögség életéről festett képet.
A 340 utáni eseményeket feldolgozó rész valószínűleg fia, Démophilosz munkája.
A korábbi történetíróktól eltérően a földrajzi és természettudományi érdekességeket mellőzi; racionalizáló igénye ellenére szónokias póz jellemzi, anyagát mégis előszeretettel használták későbbi történetírók a római császárkor első századáig.
Ephorosz célja nem a történeti múlt elemzése, hanem csupán az, hogy más megközelítésben, jobb stílusban írjon vagy új tanulságokat vonjon le, nem pedig az, hogy új tényeket hozzon felszínre.

## További művei
- Logosz epikhóriosz (Dicsőítő beszéd a hazára) című epideiktikus szónoklatában szülővárosát magasztalta.
- Peri heurématón (A találmányokról)
- Peri lexeósz (A stílusról)[2]